# Сасахара, Ю
Ю Сасахара (яп. 篠原 侑 Сасахара Ю:, род. 30 апреля, префектура Кумамото, Япония) — японская сэйю.

## Биография
Ю Сасахара родилась 30 апреля в префектуре Кумамото. В детстве научилась играть на пианино. В начальной школе мечтала о карьере певицы, но родители сказали ей, что это будет трудно. Во время учёбы в средней школе Сасахара играла на кларнете в школьном духовом оркестре. Её интерес к сфере озвучивания возник благодаря отцу, который распечатал заявку на пробы в японском дубляже американского кинофильма «Золотой компас» (2007) и рассказал, что она может петь, играть роли и появляться на телевидении. Пробы Сасахара не прошла, но стала изучать сферу озвучивания и производство аниме.
В старшей школе играла на тайко. В выпускном классе подала заявку на поступление в Японский институт актёрского нарративного искусства (яп. 日本ナレーション演技研究所 Нихон нарэ:сён энги кэнкю:-дзё). После сдачи вступительных экзаменов она была зачислена в институт, а также одновременно поступила в университет. На третьем году обучения в институте была принята в агентство талантов I’m Enterprise. Дебютировала в качестве сэйю в 2016 году. Одной из её ранних работ стала роль Ли Сюэлань в аниме-сериале Märchen Mädchen (2018). В июне 2018 года получила свою первую главную роль — школьницы Акари Амано в аниме-сериале Ms. Vampire who lives in my neighborhood, трансляция которого проходила с октября по декабрь этого же года. Помимо озвучивания своей героини, Сасахара совместно с Мию Томитой, Линн и Адзуми Ваки исполнила две музыкальные темы: открывающую «†Kyutie Ladies†» и закрывающую «Happy!! Strange Friends».
В 2019 году озвучила Рин Намики в аниме-сериале Kandagawa Jet Girls и в дуэте с Рико Кохарой исполнила открывающую музыкальную тему сериала «Bullet Mermaid». В конце декабря этого же года получила роль Юки Куроивы в Diary of Our Days at the Breakwater (2020). В дальнейшем озвучивала таких героинь аниме, как Сальса в Lapis Re:Lights (2020), Эмилико в Shadows House (2021—2022), Яёй Ходзуки в Dark Gathering (2023) и других.
В аниме-сериале Puniru Is a Cute Slime (2024) Сасахара озвучила титульную героиню Пуниру и единолично исполнила две музыкальные темы: открывающую «Gyumu!» и закрываюющую «Show», которая является кавер-версией песни Ado.

## Избранная фильмография

### Аниме-сериалы
2017
- Minami Kamakura High School Girls Cycling Club — Мариэ Унума

2018
- Dagashi Kashi 2 — Микимото, друг Саи
- Happy Sugar Life — Мэй Кунидзука
- Holmes of Kyoto — Куми Китамото
- Märchen Mädchen — Ли Сюэлань[2]
- Ms. Vampire who lives in my neighborhood — Акари Амано[3]
- Persona 5: The Animation — Эйко Такао

2019
- Domestic Girlfriend — Марика
- Kandagawa Jet Girls — Рин Намики[5]
- Over Drive Girl 1/6 — Ру Хитома[12]
- Teasing Master Takagi-san (второй сезон) — Умэ

2020
- Diary of Our Days at the Breakwater — Юки Куроива[6]
- Dropout Idol Fruit Tart — Нуа Накамати[13]
- Kuma Kuma Kuma Bear — Лео
- Lapis Re:Lights — Сальса[7][14]
- Listeners — голос из громкоговорителя, братья Гранж и Анорак, безухая девушка
- Shachibato! President, It’s Time for Battle! — фамнелы, слаби, Эльзе Астраза
- Smile Down the Runway — Икуто Цумура (в детстве)

2021
- Mushoku Tensei: Jobless Reincarnation (вторая половина первого сезона) — Элмор
- Platinum End — Акира Какэхаси[15]
- Shadows House — Эмилико[8]
- The Slime Diaries — Тока

2022
- Fuuto PI — Куруми Намба
- Kingdom (четвёртый сезон) — Рэй
- RPG Real Estate — Хибики Кадзаиро
- Shadows House (второй сезон) — Эмилико[16]
- Teasing Master Takagi-san (третий сезон) — Умэ
- «Человек-бензопила» — демон вечности

2023
- Bullbuster — Мирай Тадзима
- Dark Gathering — Яёй Ходзуки[9]
- Zom 100: Bucket List of the Dead — Нагиса
- «Магическая революция перерождённой принцессы и гениальной юной леди» — Тильти Кларет[17]

2024
- 365 Days to the Wedding — Идзуми Охара, Такуя Охара (в детстве)
- Chiikawa — Сиро[18]
- Delicious in Dungeon — Флеки
- My Instant Death Ability Is So Overpowered — Мирей, Лют
- Puniru Is a Cute Slime — Пуниру[19]
- PuniRunes Puni 2 — Эндзэрун
- The Strongest Tank’s Labyrinth Raids — Милена
- Unnamed Memory — Литола

2025
- From Bureaucrat to Villainess — Джозетт[20]
- Puniru Is a Cute Slime (второй сезон) — Пуниру

### OVA/ONA
- 2017—2018 — Mentori — Хиёко[21]
- 2017 — Yakiniku-ten Sengoku — Гэн Рюси[22]
- 2020 — Kandagawa Jet Girls — Рин Намики
- 2022 — Kotaro Lives Alone — Джордж
- 2023 — Uma Musume Pretty Derby: Road to the Top — Каррен Чан[23]

### Компьютерные игры
2018
- A3! — Футаба Миёси
- Monster Strike — Вания, Плеть, Хань Фэй, демон вечности
- Shiro-hime Quest — Янагава-дзё[24]

2019
- Brown Dust — Аян[25]
- Shachibato! President, It’s Time for Battle! — Эльзе Астраза

2020
- Kandagawa Jet Girls — Рин Намики[26]

2021
- Azur Lane — USS Boise
- Birdie Crush — Люси де Бэй[27]
- Lapis Re:Lights — Сальса
- Uma Musume Pretty Derby — Каррен Чан[28]

2022
- Azure Striker Gunvolt 3 — Кирин[29]
- Assault Lily Last Bullet — Лифэнь Ван
- Granblue Fantasy — Ра
- Gunvolt Chronicles: Luminous Avenger iX 2 — Кирин[29]
- Miko Note Ware Tokidoki Kegare — Рэн Сакурадзава[30]

2023
- Genshin Impact — Линетт[31]
- Girls’ Frontline 2: Exilium — Лева
- Re:Stage! Prism Step — Соно Мидзусино[32]
- White Cat Project — Лив[33], Идзунэ (2-е поколение)

2024
- Ash Echoes — Джина[34]
- Card-en-Ciel — Кирин[35]/Кирин XX
- Unicorn Overlord — Татьяна
- Wuthering Waves — Верина[36]

### Другие роли
- 2021 — промовидео к манге Sono Shukujo wa Guzo to Naru — Аруми Вакана[37]
- 2021 — озвученный комикс Tsugi wa Ii yo ne, Senpai — Руна Усами[38]
- 2023 — промовидео к манге You and I Are Polar Opposites — Мию Судзуки[39]